# Polski Kontyngent Wojskowy w Libanie
Polski Kontyngent Wojskowy w Libanie (PKW Liban, PKW UNIFIL) – wydzielony komponent Sił Zbrojnych RP, przeznaczony do zabezpieczenia medycznego, logistycznego i inżynieryjnego wojsk ONZ w południowym Libanie w latach 1992–2009, ponownie jako pododdział operacyjny od 2019 roku.
PKW Liban na przestrzeni lat nosił następujące oficjalne nazwy:
- 1992–2009: Polski Kontyngent Wojskowy w Tymczasowych Siłach Organizacji Narodów Zjednoczonych w Republice Libańskiej
- od 2019: Polski Kontyngent Wojskowy w Republice Libańskiej.

## Historia

### 1992–2009
W odwecie na liczne palestyńskie ataki terrorystyczne, w marcu 1978 r. Siły Obronne Izraela zajęły na tydzień południowy Liban. Wycofując się pozostawiły strefę buforową, w którą wkroczyły Tymczasowe Siły Zbrojne ONZ (UNIFIL). Polska w tę misję zaangażowała się w roku 1992.
Związane było to z prośbą Sekretarza Generalnego ONZ do rządu polskiego o przysłanie do Libanu kompanii medycznej zastępującej lekarzy z Norwegii i Szwecji. Polski rząd przychylił się do prośby i 6 kwietnia 1992 do Szpitala Polowego UNIFIL w An-Nakura dotarła pierwsza, 20-osobowa grupa medyków, która natychmiast rozpoczęła pracę. 23 kwietnia 1992, licząca 86 żołnierzy, Polska Wojskowa Jednostka Medyczna (PolMedCoy) była w komplecie. 27 kwietnia 1992 roku odbyło się uroczyste przekazanie szpitala i od tego dnia oficjalnie rozpoczął działalność PolMedCoy. Jednym z najważniejszych zadań była ewakuacja medyczna (Medevac).
w 1994 stopniowo zwiększano PKW w Libanie do ok. 550 żołnierzy. 15 marca polskie Zgrupowanie Pododdziałów Inżynieryjnych przejęło zadania, stacjonującej w Jouaya (Jwayya), szwedzkiej kompanii saperów (polegały one na rozminowaniu i odbudowie terenu). Z An-Nakury wycofał się szwedzki batalion logistyczny i na jego miejsce, 15 kwietnia 1994 r., został powołany Polski Batalion Logistyczny (POLLOG), w sile kompanii transportowej, zaopatrzenia oraz dowodzenia. Jego działania obejmowały przewożenie ludzi, sprzętu oraz towarów na i z pozycji błękitnych hełmów.
Polskie oddziały w Libanie swój chrzest bojowy przeżyły podczas operacji Grona gniewu, rozpoczętej 11 kwietnia 1996. W jej trakcie polscy saperzy, medycy i logistycy byli kilkukrotnie ostrzelani przez wojska izraelskie. 18 kwietnia w okolicach bazy w Jouaya toczyła się izraelsko-palestyńska wymiana ognia, w wyniku której polscy lekarze musieli udzielić pomocy medycznej poszkodowanym żołnierzom ONZ i cywilom. 19 kwietnia Polacy i Nepalczycy dwukrotnie zostali zaatakowani usiłujący oczyścić z niewybuchów trasę pochodu uchodźców. 22 kwietnia pociski spadły nieopodal polskiego konwoju. W tym czasie dowódcą (Force Commander) UNIFIL-u był gen. Stanisław Woźniak.

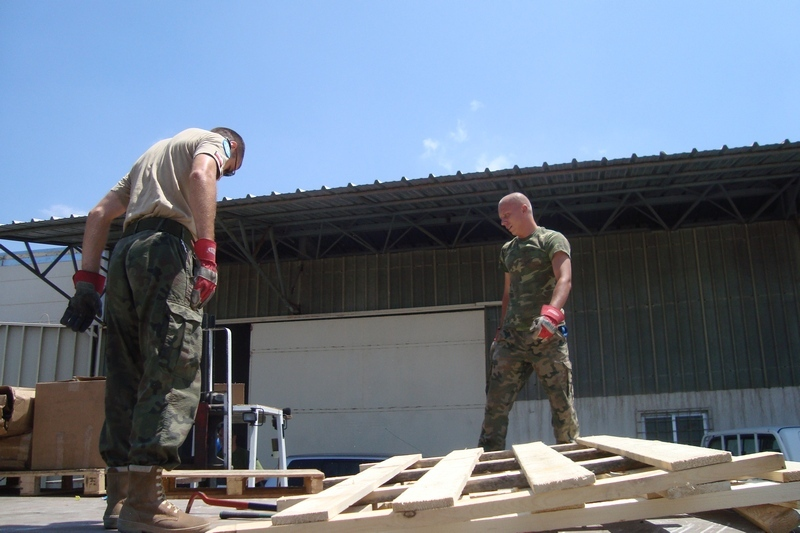
Żołnierze POLLOG podczas pracy

W wyniku akcji izraelskiej zakończenie misji ogłosiła norweska kompania remontowa i 1 czerwca 1996 zastąpiło ją polskie Zgrupowanie Pododdziałów Remontowych. Bazowała w miejscowości Tibnin, a w zakres jej obowiązków wchodziła naprawa wszelkiego sprzętu używanego przez wojska ONZ.
W 2000 Izraelczycy ostatecznie opuścili południowy Liban i sytuacja w rejonie stabilizowała się, co pozwoliło na stopniową redukcję UNIFIL-u i PKW. W kwietniu 2001 POLLOG zmniejszył się o 30 stanowisk. 1 sierpnia 2002 Zgrupowanie Pododdziałów Inżynieryjnych zastąpiła belgijska kompania inżynieryjna i w październiku 2005 polskich lekarzy zastąpili medycy z Indii. PKW zmniejszył liczebność z ok. 630 do ok. 230 żołnierzy.
Sytuację zmieniła II wojna libańska. 12 lipca 2006 nastąpił kolejny atak izraelski. Polskie oddziały były odpowiedzialne za ewakuację mieszkańców z zagrożonych terenów, transport rannych do szpitali oraz rozwożenie żywności i leków do poszkodowanych. Tym razem Polakom nie groziło wielkie niebezpieczeństwo i, podobnie jak wcześniej, żaden nie został poszkodowany. Kontyngent czasowo stracił nieformalny przydomek Wojskowego Domu Wypoczynkowego (WDW) Liban. 
Wojna wymusiła restrukturyzację sił ONZ. Na przełomie 2006 i 2007 POLLOG powiększono, a 7 maja 2007, na podstawie polsko-hiszpańskiej umowy, w skład SPANBATT-u weszła polska kompania manewrowa wystawiona przez Żandarmerię Wojskową (jej zadania polegały na utrzymywaniu posterunków, prowadzeniu patroli i konwojowaniu). W wyniku tego liczba żołnierzy PKW sięgnęła prawie 500, od tamtej pory rotowanych częściej, bo co 6 miesięcy (wcześniej co pół roku zmieniało się ok. 50% kontyngentu, tj. żołnierzy służby zasadniczej).
Pod koniec 2009, w związku z ogólnym wycofywaniem kontyngentów z misji oenzetowskich, PKW Liban rozpoczął wycofywanie do kraju. 27 października zakończyła działalność kompania manewrowa, 10 listopada odleciała pierwsza grupa żołnierzy, 1 grudnia POLLOG oficjalnie przekazał odpowiedzialność duńskiemu batalionowi logistycznemu i 6 grudnia w Kielcach nastąpiło uroczyste powitanie PKW. Ostatni polscy żołnierze pełniący służbę pod flagą UNIFIL opuścili teren Libanu 11 grudnia 2009 roku – byli to oficerowie z trzyosobowej grupy likwidacyjnej.
W trakcie misji UNIFIL zginęło 7 polskich żołnierzy.
Tradycje Polskiego Kontyngentu Wojskowego w UNIFIL kontynuował Ośrodek Szkolenia na potrzeby Sił Pokojowych, od 2004 Centrum Szkolenia na Potrzeby Sił Pokojowych.

### Po 2019
Po zmianach na najwyższym szczeblu państwowym w wyniku wyborów prezydenckich i wyborów parlamentarnych w Polsce w 2015 roku nastąpiła rewizja dotychczasowej polityki udziału Sił Zbrojnych RP w operacjach pokojowych Organizacji Narodów Zjednoczonych. Pierwsze deklaracje ze strony prezydenta Andrzeja Dudy padły już we wrześniu 2015, rok później oficjalnie zgłoszono gotowość do wydzielenia kompanii inżynieryjnej, oficerów do sztabów i obserwatorów (80-100 żołnierzy) do jednej z operacji korzystnych z punktu widzenia polskiej geopolityki. Ostatecznie wybrane zostały siły w Libanie, tj. UNIFIL (proponowane także UNDOF w Syrii, w których także do 2009 służył polski kontyngent), i zdecydowano o zmianie charakteru zaangażowania – w miejsce kompanii inżynieryjnej przygotowana została kompania manewrowa (tego typu polski pododdział stacjonował już w ramach UNIFIL w latach 2007–2009).
Transport sił i środków rozpoczął się w listopada 2019 r. Do listopada cały kontyngent został przetransportowany – jego trzon stanowi kompania piechoty zmotoryzowanej na KTO Rosomak, razem z komponentem węgierskim podległa batalionowi irlandzko-polskiemu IRISHPOLBATT. Podobnie jak w latach 2007–2009, zadania kompanii polegają na utrzymywaniu posterunków, prowadzeniu patroli i konwojowaniu.

## Struktura organizacyjna
Czas trwania, dowódcy oraz liczebność Polskiej Wojskowej Jednostki Medycznej:
| Zmiana | Początek | Koniec  | Dowódca             | Liczebność |
| ------ | -------- | ------- | ------------------- | ---------- |
| I      | 04.1992  | 04.1993 | płk dr Jerzy Banach | ok. 90     |
| II     | 04.1993  | 04.1994 | płk dr Wolański     | ok. 90     |

Struktura organizacyjna I-XXV zmiany PKW UNIFIL:
- Dowództwo PKW – POLLOG (polski batalion logistyczny) (An-Nakura)
  - kompania transportowa (An-Nakura)
  - kompania zaopatrzenia (An-Nakura)
  - kompania dowodzenia i zabezpieczenia  (An-Nakura)
- Zgrupowanie Pododdziałów Inżynieryjnych (Jwayya) – do 2002
- Zgrupowanie Pododdziałów Remontowych (Tibnin) – 1996-2002, od 2002 kompania remontowa
- Centralna Składnica Zaopatrzenia (An-Nakura)
- kompania medyczna (An-Nakura) – do 2005
- personel w HQ UNIFIL i MPCoy (An-Nakura}

Czas trwania, dowódcy, liczebność oraz struktura poszczególnych zmian:
| Zmiana | Początek | Koniec  | Dowódca                   | Liczebność |
| ------ | -------- | ------- | ------------------------- | ---------- |
| I      | 04.1994  | 10.1994 |                           | ok. 550    |
| II     | 10.1994  | 04.1995 | płk Kazimierz Adamski     | ok. 550    |
| III    | 04.1995  | 10.1995 | płk Kazimierz Adamski     | ok. 550    |
| IV     | 10.1995  | 04.1996 | płk Marek Ojrzanowski     | ok. 550    |
| V      | 04.1996  | 10.1996 | płk Andrzej Wesołowski    | ok. 630    |
| VI     | 10.1996  | 04.1997 | płk Andrzej Wesołowski    | ok. 630    |
| VII    | 04.1997  | 10.1997 | płk Mirosław Staniszewski | ok. 630    |
| VIII   | 10.1997  | 04.1998 | płk Marek Ojrzanowski     | ok. 630    |
| IX     | 04.1998  | 10.1998 | płk Mieczysław Spławski   | ok. 630    |
| X      | 10.1998  | 04.1999 | płk Andrzej Malinowski    | ok. 630    |
| XI     | 04.1999  | 10.1999 | płk Bolesław Czerwony     | ok. 630    |
| XII    | 10.1999  | 04.2000 | ppłk Grzegorz Kobusiński  | ok. 630    |
| XIII   | 04.2000  | 10.2000 | płk Zbigniew Garbarczyk   | ok. 630    |
| XIV    | 10.2000  | 04.2001 | płk Wojciech Lech         | ok. 630    |
| XV     | 04.2001  | 10.2001 | płk Zygmunt Siudak        | ok. 600    |
| XVI    | 10.2001  | 04.2002 | płk Jacek Witek           | ok. 600    |
| XVII   | 04.2002  | 10.2002 | płk Jacek Witek           | ok. 500    |
| XVIII  | 10.2002  | 04.2003 | ppłk Andrzej Kupis        | ok. 230    |
| XIX    | 04.2003  | 10.2003 | ppłk Janusz Wiatr         | ok. 230    |
| XX     | 10.2003  | 04.2004 | ppłk Janusz Wiatr         | ok. 230    |
| XXI    | 04.2004  | 10.2004 | ppłk Jerzy Szcześniak     | ok. 230    |
| XXII   | 10.2004  | 04.2005 | ppłk Jerzy Szcześniak     | ok. 230    |
| XXIII  | 04.2005  | 10.2005 | ppłk Ryszard Jasik        | ok. 230    |
| XXIV   | 10.2005  | 04.2006 | ppłk Ryszard Jasik        | ok. 230    |
| XXV    | 04.2006  | 10.2006 | ppłk Adam Dłużniewski     | ok. 230    |

Struktura organizacyjna XXVI-XXXI zmiany PKW UNIFIL:
- Dowództwo PKW – POLLOG (polski batalion logistyczny) (An-Nakura)
  - 1 kompania transportowa (An-Nakura)
  - 2 kompania transportowa (An-Nakura)
  - kompania zaopatrzenia (An-Nakura)
  - kompania remontowa (Tibnin)
  - kompania zabezpieczenia (An-Nakura)
- Centralna Składnica Zaopatrzenia (An-Nakura)
- kompania manewrowa SPANBATT-u (Mardż Ujun) – od 2007
- personel w HQ UNIFIL i MPCoy (An-Nakura)

Czas trwania, dowódcy oraz liczebność poszczególnych zmian:
| Zmiana | Początek | Koniec  | Dowódca                 | Liczebność |
| ------ | -------- | ------- | ----------------------- | ---------- |
| XXVI   | 10.2006  | 04.2007 | ppłk Adam Dłużniewski   | ok. 320    |
| XXVII  | 04.2007  | 10.2007 | ppłk Artur Dębczak      | ok. 500    |
| XXVIII | 10.2007  | 01.2008 | ppłk Maciej Kłótka      | ok. 500    |
| XXVIII | 01.2008  | 04.2008 | ppłk Krzysztof Kozaczuk | ok. 500    |
| XXIX   | 04.2008  | 10.2008 | ppłk Marek Sarnowski    | ok. 500    |
| XXX    | 10.2008  | 04.2009 | ppłk Krzysztof Kozaczuk | ok. 500    |
| XXXI   | 04.2009  | 12.2009 | ppłk Piotr Walczak      | ok. 500    |

Struktura organizacyjna PKW UNIFIL od I zmiany:
- Dowództwo PKW (Bint Dżubajl)
  - kompania manewrowa (Bint Dżubajl)
- personel w HQ UNIFIL i MPCoy (An-Nakura)

Struktura organizacyjna IRISHPOLBATT:
- Dowództwo i sztab IRISHPOLBATT (irlandzko-polski batalion operacyjny)
  -  kompania manewrowa A
  -  kompania manewrowa B
  -  kompania rozpoznawcza
  -  Batalionowa Grupa Wsparcia

łącznie ok. 600 żołnierzy ( ok. 360,  ok. 220,  ok. 15,  ok. 10)
Czas trwania, dowódcy oraz liczebność poszczególnych zmian:
| Zmiana | Początek   | Koniec     | Dowódca                   | Wystawiająca     | Liczebność |
| ------ | ---------- | ---------- | ------------------------- | ---------------- | ---------- |
| I      | 08.10.2019 | 30.07.2020 | ppłk Paweł Bednarz        | 12 BZ: 3 bpzmot  | ok. 230    |
| II     | 30.07.2020 | 02.03.2021 | mjr Maciej Jóźwiak        | 12 BZ: 3 bpzmot  | ok. 230    |
| III    | 02.03.2021 | 23.09.2021 | ppłk Daniel Kowalewski    | 12 BZ: 2 bpzmot  | ok. 230    |
| IV     | 23.09.2021 | 25.03.2022 | ppłk Radosław Lewandowski | 12 BZ: das       | ok. 230    |
| V      | 25.03.2022 | 24.09.2022 | ppłk Tomasz Kłonowski     | 12 BZ: 3 bpzmot  | ok. 230    |
| VI     | 24.09.2022 | 25.03.2023 | ppłk Tomasz Panek         | 12 BZ: daplot    | ok. 230    |
| VII    | 25.03.2023 | 24.09.2023 | ppłk Damian Kidawa        | 17 BZ: 1 bpzmot  | ok. 230    |
| VIII   | 24.09.2023 | 24.03.2024 | ppłk Radosław Wujda       | 10 BKPanc: 10 bz | ok. 230    |
| IX     | 24.03.2024 | 21.09.2024 | ppłk Dawid Butlak         | 17 BZ: 2 bpzmot  | ok. 230    |
| X      | 21.09.2024 |            | ppłk Michał Fabiszewski   | 10 BKPanc: 1 bcz | ok. 230    |

Ponadto Polak, w randze zastępcy Sekretarza Generalnego ONZ, piastował funkcję dowódcy (Force Commander) UNIFIL, w stopniu generała dywizji (Major General). Był to:
- 1995–1997: gen. bryg. dr Stanisław Woźniak

## Odznaczenia za udział w kontyngencie

Baretka Medalu ONZ za misję UNIFIL
Baretka Medalu pamiątkowego PKW Liban (2023)